# 底特律破產

底特律破產事件（英語：Detroit bankruptcy）是美國歷史上最大的市政府破產事件。底特律市政府因負債185億美元，於2013年7月18日宣布申請破產保護。後來，截至2023年，底特律已經成功地達到了連續九年的預算平衡。

## 背景

### 產業因素
底特律幾乎以汽車業為主要謀生產業，市區半數以上人口都以汽車相關產業為求生手段以繼續謀生，剩下服務業中也有多數以這些汽車業工人的消費為主。從1980年代開始日本的汽車業利用豐田式生產等高品質和供應鏈在世界取得優勢，美國汽車業逐漸不敵，加上歐洲汽車在歐洲本土競爭力也逐漸增強，更盤據世界高價跑車市場，美國汽車則普遍給人耗油、易壞，又沒有比較便宜的印象。
全球暖化議題發酵後市場逐漸注重省油和新能源汽車，底特律汽車業並沒有加緊轉型，逐漸落後日本技術，金融海嘯後通用汽車等美國汽車業陷入困境，還要支付龐大退休金，靠中央紓困才勉強度過難關。
前密西根州州長珍妮弗·格蘭霍姆責怪「自由貿易」是讓底特律汽車業與城市衰落的元兇；諾貝爾獎得主克魯曼則表示「大部分市民只是市場力量之下的無辜犧牲者」。

### 底特律騷亂
1967年以前，底特律居民以白人佔大多數。有人認為1967年底特律骚乱是該市由盛轉衰的分水嶺。騷亂後相對富裕的白人居民紛紛遷離，影響消費，打擊服務業，富人遷走也導致地方政府稅收減少，此又引致政府投放在市政服務和建設的資金減少，如此又引致當地居住環境和經濟再走下坡，城市衰敗引致治安惡化，又導致更多相對富裕的居民遷走，形成惡性循環。底特律人口從最高峰時的185萬人（1950年）大幅下降至2010年的71萬人，而2010年代白人只佔全市人口約一成。

### 管治不善
底特律市政府被批評「數十年來」長期表現無能和管理不善，政客和官員貪污成風。其中一例是從2002年至2008年擔任市長的夸梅·基爾派瑞克，他於2013年因欺詐和敲詐等罪名被判入獄28年。

## 財源問題
底特律的退休基金來源不足，已經連續數年處於赤字，180億美元債務中有92億資金缺口：其中35億來自退休基金，57億來自退休者醫療費用。該城市99.6%退休者的健保債務付不出來，退休基金要負擔退休者醫療費用的80-100%。
市政財務中公務員薪資福利佔市政收入的36%，應提撥退休基金和福利金的金額又佔39%，剩下不到2成多的錢能用來建設和發展經濟，導致惡性循環，市政服務惡化引致更多高級產業和人才不願進駐，而貧窮誘發的犯罪又加劇此惡性循環。

## 申請破產保護後
2013年12月，美國法院判決批准底特律市的破產保護申請。
2014年11月，法院批准底特律市的債務重組計劃，約70億美元債項獲得免除。另外底特律市也從州政府和其它來源獲得8億多美元捐贈用於還債，以避免底特律藝術館的收藏品被強制拍賣。2014年12月，底特律市開始向債權人還款。

## 延伸閱讀
- 走出破產陰霾！底特律產業轉型　靠科技＋精品重生 （页面存档备份，存于）（2016-05-06）